# 42.195km
《42.195km》是可苦可樂的第2張數位單曲。於2014年10月15日由Warner Music Japan發售。

## 簡介
是可苦可樂專門為大阪馬拉松所寫的歌曲。歌詞是可苦可樂首次使用的關西腔。是連續3個月宣布新歌的第二首歌。從14年10月1日起的10天內，於大阪馬拉松官方網站免費下載。

## 收錄曲
- 作詞・作曲：小淵健太郎　編曲：可苦可乐

1. 42.195km
大阪馬拉松2014公式主題曲

## 外部連結
- 42.195km（页面存档备份，存于）